# Доротея фон Ербах
Доротея фон Ербах (на немски: Dorothea von Erbach; * 13 юли 1593; † 8 октомври 1643 в Пфеделбах) е графиня от Ербах и чрез женитба графиня на Хоенлое-Валденбург-Пфеделбах и Глайхен (1610 – 1643).
Тя е дъщеря на граф Георг III фон Ербах (1548 – 1605) и четвъртата му съпруга Мария фон Барби-Мюлинген (1563 – 1619), вдовица на граф Йосиас I фон Валдек (1563 – 1619), дъщеря на граф Албрехт X фон Барби-Мюлинген (1534 – 1588) и принцеса Мария фон Анхалт-Цербст (1538 – 1563). 
Тя е сестра на граф Георг Албрехт I фон Ербах (1597 – 1647). Полусестра е по бащина линия на Фридрих Магнус (1575 – 1618), Лудвиг I (1579 – 1643), Йохан Казимир (1584 – 1627), а по майчина линия на Кристиан фон Валдек-Вилдунген (1585 – 1637) и Волрад IV фон Валдек-Айзенберг (1588 – 1640).

## Фамилия
Доротея фон Ербах се омъжва на 28 октомври 1610 г. във Валденбург за граф Лудвиг Еберхард фон Хоенлое-Валденбург-Пфеделбах (* 19 януари 1590; † 1 ноември 1650), най-големият син на граф Георг Фридрих I фон Хоенлое-Валденбург (1562 – 1600) и Доротея Ройс-Плауен (1570 – 1631). Те имат децата:
- Доротея Мария (1618 – 1695), омъжена на 9 декември 1638 г. за Лудвиг Казимир Шенк фон Лимпург-Зонтхайм (1611 – 1645)
- Георг Ернст (1619 – 1620)
- София Юлиана (1620 – 1682), омъжена на 20 ноември 1636 г. за граф Волфганг Георг фон Кастел-Ремлинген (1610 – 1668)
- Фридрих Крафт, граф на Хоенлое-Валденбург-Пфеделбах (1623 – 1681), женен на 18 май 1657 г. за принцеса Флориана Ернеста фон Вюртемберг (1623 – 1672)
- Агата Ернестина (1625 – 1646)
- Пракседис (1627 – 1663), омъжена на 20 май 1648 г. за граф Георг Фридрих фон Золмс-Зоненвалде-Поух-Рьоделхайм (1626 – 1688)
- Елизабет (1629 – 1655)
- Хискиас (1631 – 1685), граф на Хоенлое-Валденбург-Пфеделбах, женен на 27 май 1666 г. за Доротея Елизабет фон Хоенлое-Валденбург (1650 – 1711)